# Liamani Segura
Liamani Segura, född 24 oktober 2008 i Racine i Wisconsin, är en amerikansk sångare. Hon började uppträda offentligt vid sex års ålder och sjöng USA:s nationalsång inför stora folkmassor och basebollmatcher. Hon har sjungit nationalsången på många arenor, inklusive Indy 500, Game 1 i Major League Baseball 2018 års National League Division Series mellan Milwaukee Brewers och Colorado Rockies på Miller Park, och NCAA Women's Final Four Championship Game 2019. Året innan fick hon huvudrollen som Dorothy Gale i The Wiz på sommarteatern Lees – McRae College i North Carolina.

## Biografi
Liamani Segura föddes i Racine i Wisconsin den 24 oktober 2008. Hennes far Anthony Segura är en funktionshindrad veteran från United States Army Reserve och hennes mamma Joanna är sjuksköterska. Hon har en äldre syster och en yngre bror.
Segura började sjunga när hon var två år gammal och deltog i organiserade musikaliska aktiviteter. Hon tränade genom att titta på musikvideor på YouTube.
Liamani Segura sjöng nationalsången offentligt första gången på en talangshow när hon var på dagis. I mars 2015 framförde hon nationalsången vid en baseballmatch i Milwaukee Brewers; hon blev inbjuden för att sjunga på Miller Park 2016 och 2017. I oktober 2018 sjöng hon nationalsången inför Game 1 i 2018 års National League Division Series mellan Milwaukee Brewers och Colorado Rockies på Miller Park.

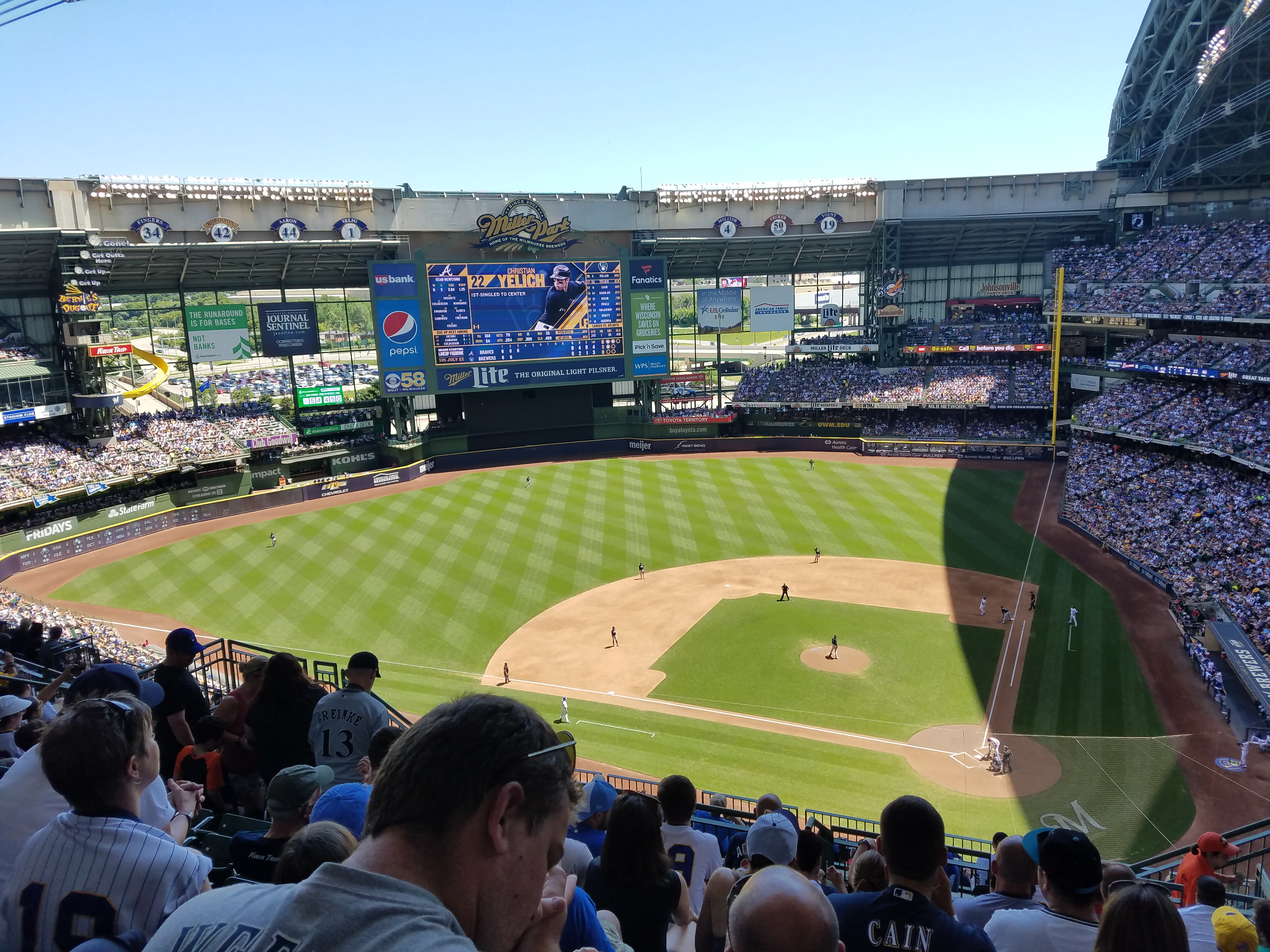
Miller Park

Segura har framfört nationalsången inför basketmatcher vid St. Catherine's High School, Horlick High School, Park High School, Marquette Golden Eagles och Milwaukee Bucks; basebollmatch från Milwaukee Brewers; Indy 500; och skönhetstävlingen Miss Racine. Hennes röst beskrivs som kraftfull och hög.
Liamani Segura deltog i Deborah Cox Challenge och lade upp sin cover av slutet på Cox låt "Nobody's Supposed to Be Here" på Instagram och fick mycket beröm av Cox själv. Under covid-19-pandemin spelade hon in nationalsången för ett virtuellt evenemang på Memorial Day och sjöng nationalsången på en stadion utan åskådare för Milwaukee Brewers hemmalag den 31 juli.

## Priser och utmärkelser
Segura har placerat sig först i Racine Journal Times läsarundersökning om bästa musiker i Racine County 2018, 2019 och 2020.
Hon vann andra pris för sitt framförande av "I'll Be There" på en talangshow 2019 till förmån för HOPES Center of Racine sponsrat av Dominikansystrarna i Racine.